# Dysdercus concinnus
Dysdercus concinnus är en insektsart som beskrevs av Carl Stål 1861. Dysdercus concinnus ingår i släktet Dysdercus och familjen eldskinnbaggar. Inga underarter finns listade i Catalogue of Life.